# Marten Winkler
Marten Winkler (Francoforte sull'Oder, 31 ottobre 2002) è un calciatore tedesco, attaccante del Hertha Berlino.

## Carriera

### Club
Cresciuto nel settore giovanile dell'Hertha Berlino, con la cui squadra riserve ha inoltre anche giocato per un biennio nella quarta divisione tedesca, ha debuttato in prima squadra il 15 maggio 2021 nei minuti finali dell'ultima giornata di Bundesliga pareggiata 0-0 contro il Colonia. Rimasto nella squadra riserve anche nella stagione successiva, il 21 luglio 2022 è stato ceduto in prestito al Waldhof Mannheim in 3. Liga ed il 10 agosto ha segnato il suo primo gol in carriera in questa categoria nella partita vinta 1-0 contro l'Erzgebirge Aue.
Terminata la stagione è rientrato a Berlino dove il 18 ottobre ha firmato il rinnovo del contratto.

### Nazionale
Ha giocato nelle nazionale giovanile tedesca Under-18.

## Statistiche

### Presenze e reti nei club
Statistiche aggiornate al 5 aprile 2025.
| Stagione        | Squadra           | Campionato      | Campionato | Campionato | Coppe nazionali | Coppe nazionali | Coppe nazionali | Coppe continentali | Coppe continentali | Coppe continentali | Altre coppe | Altre coppe | Altre coppe | Totale | Totale | Totale |
| Stagione        | Squadra           | Comp            | Pres       | Reti       | Comp            | Pres            | Reti            | Comp               | Pres               | Reti               | Comp        | Pres        | Reti        | Pres   | Reti   |        |
| --------------- | ----------------- | --------------- | ---------- | ---------- | --------------- | --------------- | --------------- | ------------------ | ------------------ | ------------------ | ----------- | ----------- | ----------- | ------ | ------ | ------ |
| 2020-2021       | Hertha Berlino II | RL              | 4          | 0          | -               | -               | -               | -                  | -                  | -                  | -           | -           | -           | 4      | 0      |        |
| 2021-2022       | Hertha Berlino II | RL              | 23         | 8          | -               | -               | -               | -                  | -                  | -                  | -           | -           | -           | 23     | 8      |        |
| 2020-2021       | Hertha Berlino    | BL              | 1          | 0          | CG              | 0               | 0               | -                  | -                  | -                  | -           | -           | -           | 1      | 0      |        |
| 2021-2022       | Hertha Berlino    | BL              | 1          | 0          | CG              | 0               | 0               | -                  | -                  | -                  | -           | -           | -           | 1      | 0      |        |
| 2022-2023       | Waldhof Mannheim  | 3L              | 31         | 9          | CG              | 0               | 0               | -                  | -                  | -                  | -           | -           | -           | 31     | 9      |        |
| 2023-2024       | Hertha Berlino    | 2L              | 30         | 5          | CG              | 1               | 0               | -                  | -                  | -                  | -           | -           | -           | 31     | 5      |        |
| 2024-2025       | Hertha Berlino    | 2L              | 17         | 2          | CG              | 2               | 1               | -                  | -                  | -                  | -           | -           | -           | 19     | 3      |        |
| Totale carriera | Totale carriera   | Totale carriera | 107        | 24         |                 | 3               | 1               |                    | -                  | -                  |             | -           | -           | 110    | 25     |        |